# Куршаков Сергій Володимирович
Сергі́й Володи́мирович Куршако́в — лейтенант, командир взводу батальйону «Кривбас» Збройних сил України.

## З життєпису
Під час проведення антитерористичної операції у липні 2014 року закрив собою побратима від осколків гранати, зазнав важких травм із загрозою втрати ока й ноги. Направлений для лікування до Ізраїлю.
Лікування відбувалось коштом благодійників, необхідну суму переказало керівництво Дніпропетровської ОДА.
26 серпня повернувся до України з лікування, ізраїльські медики врятували йому ногу та око, однак мав пройти ще довгий курс реабілітації.
У травні 2015 року організував Реабілітаційний центр «Допоможи Собі Сам» для надання комплексної фізичної і психологічної реабілітації учасникам АТО і членам їх сімей.

## Нагороди
- 8 серпня 2014 року — за особисту мужність і героїзм, виявлені у захисті державного суверенітету та територіальної цілісності України, вірність військовій присязі під час російсько-української війни, відзначений — нагороджений орденом «За мужність» III ступеня.
- Орден «За спасіння життя»